# Editio typica
Latinský termín editio typica označuje normativní (typizované) vydání liturgických knih v latině, která jsou směrodatná pro slavení liturgie v římskokatolické církvi.

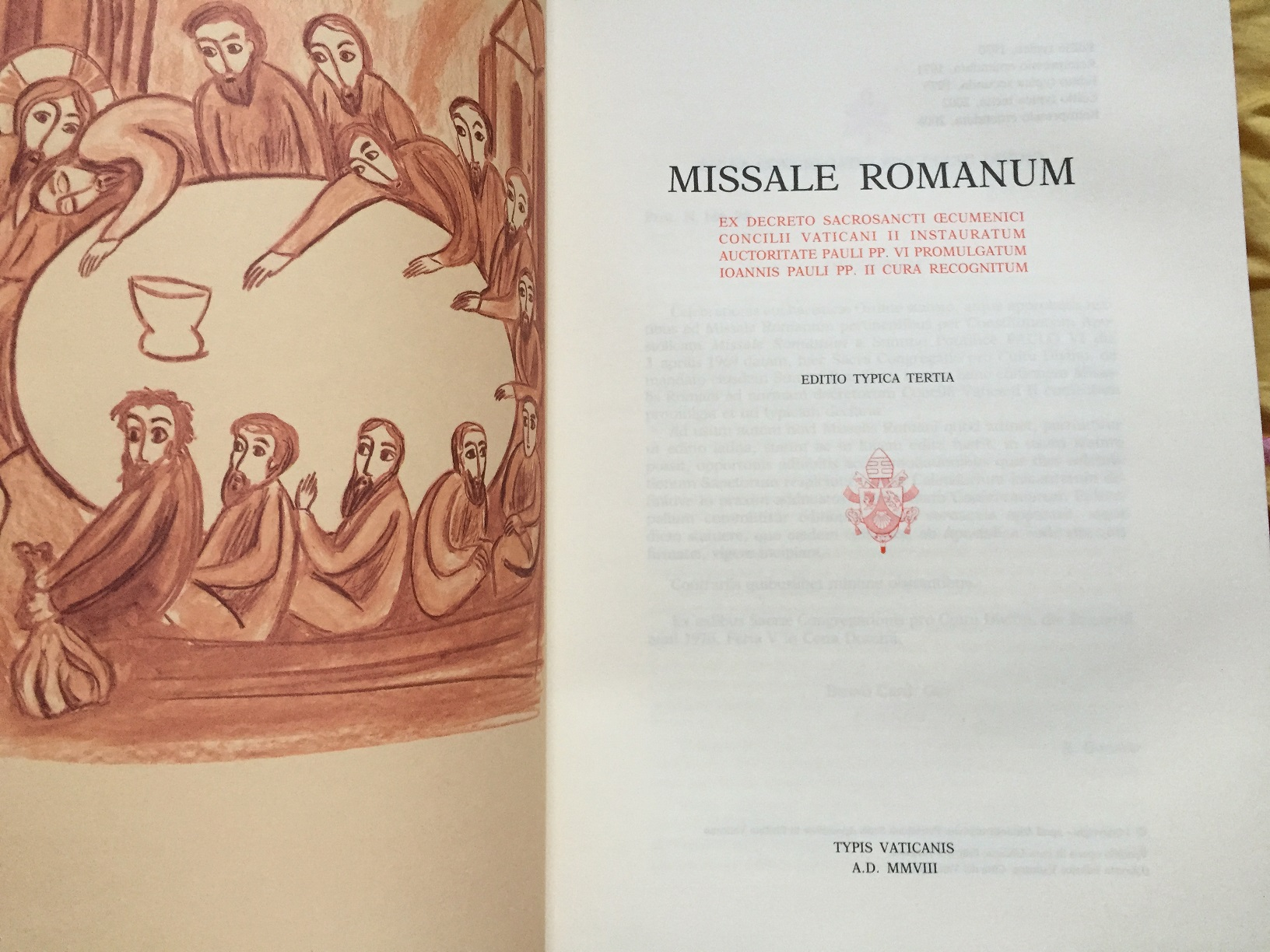
Titulní strana Římského misálu (2008): viditelný výraz editio typica tertia (třetí typické vydání)

Od doby, kdy Druhý vatikánský koncil povolil používání lidových jazyků při slavení mše svaté, byly na základě Editio typica Missale Romanum, Rituale Romanum, Pontificale Romanum a Breviarium Romanum, nyní nazývané Liturgia horarum neboli Liturgie hodin, připravovány překlady do lidového jazyka.
Například na začátku 21. století proběhly přípravy na nový německý překlad třetí Editio typica misálu z roku 1970, který byl vydán papežem Janem Pavlem II. v roce 2002, ale v podstatě navazuje na misál Pavla VI. z roku 1970, tj. potvrdil usus instauratus římského ritu zamýšlený liturgickou reformou.
Typické vydání , méně často typické vydání (latinsky: editio typica ) – vzorové vydání liturgické knihy západního obřadu.

## Postup při vydávání liturgických knih v římské církvi
Typická vydání vydává Svatý stolec , nejčastěji v latině . Slouží jako vzory národním episkopátům pro překlady do národních jazyků. Překlady a reedice liturgických knih by měly obsahovat prohlášení o shodě s typickým vydáním  .

## Příklady typických vydání

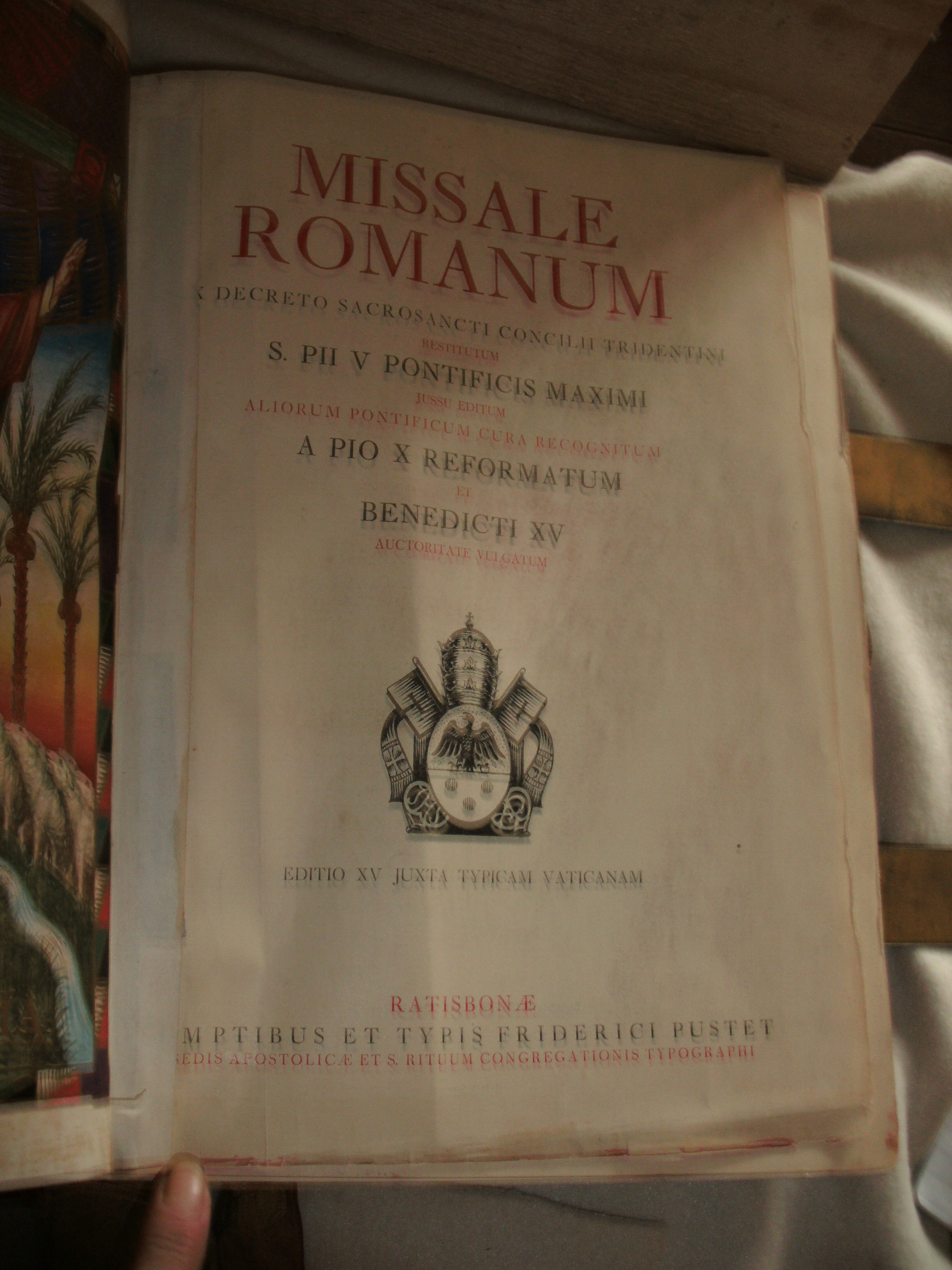
Římský misál z první poloviny 20. století. Viditelné je označení editio XV juxta typicam Vaticanam (15. vydání podle vatikánského vzoru)

### Římský misál
- Missale Romanum (1962) – poslední typické vydání Římského misálu před reformami zavedenými po 2. vatikánském koncilu , používané většinou komunit pěstujících římskou liturgii v předkoncilní (mimořádné) verzi
- Missale Romanum (2002) – poslední (třetí) typické vydání, zohledňující reformy zavedené po 2. vatikánském koncilu (běžná forma římského obřadu)

### Officia nebo liturgie hodin
- Breviarium Romanum (1949, čtyři díly) – typické vydání vydané po zavedení Psalterium Pianum do liturgie
- Liturgia Horarum (1985, čtyři svazky) – typické vydání vydané po uvedení Neovulgáty do liturgie

### Sborové knihy
- Graduale Romanum (1908) – typické vydání graduálu , tedy knihy obsahující mešní zpěvy (hudba i texty); žádné z pokoncilních vydání není typickým vydáním
- Antiphonale Romanum (1912) – typická edice antifonáře , tedy zpěvy ofícia (noty a texty) pro denní hodiny (tedy mimo matutina)

### Ostatní
- Ritus servandus in concelebratione missae (1965) – typické vydání oznámené v souvislosti se zavedením možnosti koncelebrace a svatého přijímání pod dvěma druhy do římské liturgie